# Lidköpings AIK
Lidköpings AIK (Lidköpings allmänna idrottsklubb) är en idrottsförening från Lidköping i Sverige. Bildades 9 september 1968 genom en sammanslagning av klubbarna Sjödalens IK och Wästerlunds IK. Klubben är känd för sina framgångar i bandy för herrar, där man spelat flera säsonger i Sveriges näst högsta division. LAIK kvalade åren 2009, 2020 och 2022 till Elitserien, Sveriges högsta division för bandy.
Lidköpings AIK har genom åren skördat framgångar på ungdomssidan och fått fram flera av landslagsspelare. Man har i årtionden producerat nya spelare åt storklubben Villa Lidköping. Klubbens största framgångar har kommit genom just ungdomarna, där man har två SM-guld för P17. Det första kom säsongen 2005/2006 med åldersgruppen 1989-1990. Det andra året efter med åldersgruppen 1990-1991. Flertalet av spelarna i dessa två framgångsrika lag har provat på landslagsspel i P17-landslag samt P19-landslag.
Ordförande i Lidköpings AIK är sedan år 2023 Marcus Sandgren.

### Fotnoter
1. ↑  Per-Anders Johansson (20 augusti 2007). ”Hur LAIK blev LAIK”. Lidköpings AIK. Arkiverad från originalet den 1 mars 2017. https://web.archive.org/web/20170301180453/http://www.laik.nu/Foreningen/Hur-LAIK-blev-LAIK. Läst 28 februari 2017.